# Adenopodia oaxacana
Adenopodia oaxacana är en ärtväxtart som beskrevs av Mario Sousa. Adenopodia oaxacana ingår i släktet Adenopodia och familjen ärtväxter. Inga underarter finns listade i Catalogue of Life.